# Maai
Maai (間合い), dịch đơn giản là "khoảng cách", "cự ly", là một thuật ngữ võ thuật Nhật Bản đề cập đến không gian giữa hai đối thủ trong chiến đấu; một cách trang trọng, là "khoảng cách giao chiến". Nó là một khái niệm phức tạp, kết hợp không chỉ khoảng cách giữa các đối thủ, mà còn là thời gian để vượt qua khoảng cách, góc độ và nhịp điệu của đòn tấn công. Maai, một cách cụ thể, là vị trí chính xác mà từ đó một đối thủ có thể tấn công người kia, sau khi phân tích các yếu tố phía trên. Ví dụ, maai của một đối thủ nhanh hơn thường xa hơn so với của một đối thủ chậm hơn mình. Đối với một đối thủ, sẽ là lý tưởng nhất khi duy trì được maai trong khi ngăn cản được người khác làm như vậy, có nghĩa là họ có thể tấn công trước khi đối phương có thể làm vậy (thay vì cả hai đều tấn công đồng thời, hoặc bị đánh mà không có khả năng tấn công lại).

## Các loại
Trong kendo, maai có một cách diễn giải cụ thể hơn. Về tự nhiên, các thuật ngữ có liên quan đến khoảng cách được duy trì giữa hai đối thủ. Khi maai được hiểu là khoảng cách thực tế giữa các đối thủ, có ba loại:
1. Tōma (Tō-ma) — khoảng cách dài
2. Issoku ittō-no-maai (Itto-ma) — khoảng cách một bước chân, tương đương với một đường chém của kiếm, cũng gọi là chū-ma — khoảng cách trung bình
3. Chika-ma — khoảng cách ngắn

Itto-ma là khoảng cách bằng một bước chân để thực hiện một đòn tấn công. Nó dài khoảng hai mét giữa các đối thủ; từ đó mỗi người chỉ cần bước thêm một bước để tấn công người kia. Thông thường, hầu hết các kỹ thuật đều được bắt đầu ở khoảng cách này. Chika-ma là khoảng cách hẹp hơn itto-ma (khoảng cách ngắn/gần), và to-ma thì rộng hơn (khoảng cách dài/xa). Tại to-ma, có một khoảng thời gian nhỏ để cho phép phản ứng được thực hiện chống lại một cuộc tấn công của đối phương. Nhưng tại issoku itto-no-ma, hầu như không có khoảng thời gian nào cả, do đó ở khoảng cách này sự chú ý của một người phải luôn duy trì sự cảnh giác và không gián đoạn.

## Thời gian
Trong các thuật ngữ về thời gian, maai liên quan đến những quãng ý thức mang tính tạm thời, được thể hiện trong tâm trí của đối phương. Mở rộng hơn nữa, nó còn bao hàm khái niệm kyo-jitsu (sự trống rỗng-đầy của Ki). Những quãng ngắn của tâm trí này, và kyo-jitsu, chúng ta có thể gọi là 'kokoro-no-maai' (khoảng cách về tinh thần). Ý nghĩa của kokoro-no-maai là, mặc dù khoảng cách vật lý giữa các đối thủ có thể có lợi lẫn nhau, khoảng cách về tinh thần được sở hữu bởi các cá nhân sẽ xác định ai sẽ có được lợi thế quyết định.